# Stephen Balzer
Stephen Marius Balzer (* 1864(?) in der Bronx, New York City; † 1940 in Andover, New Jersey) war ein US-amerikanischer Unternehmer, Erfinder, Techniker, Motorenkonstrukteur und Automobil- und Luftfahrtpionier.
Balzers Familie emigrierte in den 1870er-Jahren aus Ungarn (Kaiserreich Österreich-Ungarn) in die USA. Stephen Balzer schloss eine Lehre als Uhrmacher bei Tiffany’s ab.

## Motoren und Fahrzeuge
Als sich Balzer 1894 mit einer mechanischen Werkstätte selbständig machte, hielt er bereits mehrere Patente, darunter auch auf einen Umlaufmotor. Er arbeitete tagsüber im Maschinenbaugeschäft; in der Nacht baute er einen Wagen („Buggy“) mit seinem mit Benzin betriebenen Verbrennungsmotor. Das Balzer-Auto hat einen luftgekühlten Viertakt-Umlaufmotor mit drei Zylindern. Das Triebwerk wird luftgekühlt durch die Drehbewegung der Kolben.
Das winzige, einsitzige Fahrzeug ist ähnlich aufgebaut wie ein Quadricycle. Die Konstruktion des nur etwa 180 cm langen Fahrzeugs besteht aus Stahlrohren; je zwei vorn gekröpfte Rohre bilden das Fahrgestell. Der einfache Sitz ruht erhöht auf einem Rohrgestell. Darunter ist der Umlaufmotor aufgehängt. Die Kurbelwelle ist horizontal quer im Fahrzeug montiert, sodass der Motor senkrecht in Fahrtrichtung dreht. In Balzers Patentzeichnung sitzt der Motor auf einer Querstrebe.
Anders als andere Autos dieser Zeit sind die Hinterräder des Balzer-Wagens viel größer als die Vorderräder – sie haben einen Durchmesser von 28 Inch (71 cm) hinten und 18 Inch (46 cm) vorn. Dieses Design soll dem Auto eine gute Traktion und Manövrierbarkeit geben. Die vorderen Räder sind am vorderen Ende jedes Fahrgestellträgers einzeln mit einer Fahrradgabel aufgehängt und durch eine Spurstange miteinander verbunden. Gelenkt wird mit einem Hebel, der auf die Spurstange einwirkt. Es gibt ein Dreiganggetriebe ohne Rückwärtsgang; ein Hebel dient gleichzeitig zum Einlegen des Gangs und als Kupplung.
Das Fahrzeug ist oben und an den Seiten offen. Zwischen den Fahrgestellträgern angebrachte Bretter dienen als Fahrzeugboden.
Am 15. Dezember 1896 erhielt Balzer ein Patent mit der Nummer 573174 für das Motorfahrzeug, das er zwei Jahre früher gebaut hatte. Sein experimentelles Fahrzeug war eines der ersten funktionierenden Automobile, die in den USA gebaut wurden. Das Balzer-Auto von 1894 ist in der Smithsonian Institution in Washington, D.C. ausgestellt. Es war das erste benzingetriebene Auto in der Sammlung dieses Museums.
Balzer gründete 1900 die Balzer Motor Carriage Company mit Sitz an der Grand Avenue in der Bronx, aber er war mehr am Erfinden und am Basteln an Maschinen interessiert als an der geschäftlichen Seite der Autoherstellung, und so verdiente die Firma nie Geld. Balzer baute seine Fahrzeuge nie in Serie oder Massenfertigung. Immerhin entwickelte er auch größere Versionen des Motors mit 5 Zylindern. Ein Abnehmer dafür war die Carey Motor Company, die an derselben Straße ihre Produktionsstätte hatte. Dieser Hersteller montierte den Motor vorn, quer zur Fahrtrichtung stehend. In der zeitgenössischen Presse (Automobile and Cycle Trade Journal) wird der Motor des Carey wie folgt beschrieben: „Dieser Motor enthält viele neuartige Elemente. Die Kurbelwelle ist seitlich am Fahrgestell solide befestigt und dreht sich nicht, während sich fast der ganze übrige Motor vertikal um die Kurbelwelle dreht. Die Zylinder, fünf an der Zahl in diesem Motor, bestehen aus Grauguß mit je 10 Kühlrippen. Die Zylinderköpfe sind separat hergestellt und bestehen ebenfalls aus Grauguß. Sie enthalten den Brennraum. Sowohl die Köpfe wie die Brennräume sind ausreichend mit Kühlrippen versehen. Ein- und Auslassventil werden über Kipphebel gesteuert, die aus dem Kurbelgehäuse geführt werden. Eine kurze Leitung führt zum Vergaser, der links direkt hinter dem Motor angebracht ist.“
Danach arbeitete Balzer mit Charles M. Manly beim Entwurf des Motors (dem „Manly-Balzer-Triebwerk“) in Samuel Pierpont Langleys „Aerodrome“-Fluggerät von 1903 mit.
Später entwarf er chirurgische Ausrüstung und stellte sie her.

## Balzer-Patente (Auswahl)
Balzers Tüfteleien führten zu einer Reihe von Patenten:
- Vorrichtung zur Herstellung von Schneidemessern

Patentnummer: US535127
Eingetragen: 14. Mai 1894
Ausgestellt: 5. März 1895
- Fahrgeldzähler

Patentnummer: US544081
Eingetragen: 14. August 1894
Ausgestellt: 6. August 1895
- Fahrgeldzähler

Patentnummer: US556955
Eingetragen: 22. März 1894
Ausgestellt: 24. März 1896
- Maschinenzähler

Patentnummer: US545034
Eingetragen: 3. März 1893
Ausgestellt: 20. August 1895
- Fahrzeug mit Umlaufmotor samt Motor

Patentnummer: US573174
Eingetragen: 23. Januar 1896
Ausgestellt: 15. Dezember 1896
- Schreibmaschine

Patentnummer: 608634
Eingetragen: 5. April 1893
Ausgestellt: 9. August 1898
- Variables Getriebe

Patentnummer: US730597
Eingetragen: 22. Juli 1898
Ausgestellt: 9. Juni 1903